# BMW M5 (F10)
La BMW M5 F10 est une automobile sportive produite par le constructeur allemand BMW. Cette nouvelle M5 constitue le nouveau fer de lance de la Série 5. Conformément à la politique de downsizing actuellement menée par BMW, cette nouvelle génération – baptisée F10 en version berline – délaisse le V10 pour un V8.

## Caractéristiques techniques
|                              | M5                                      | M5 Pack Compétition                     | M5 30 Jahre                             |
| Moteur                       | V8                                      | V8                                      | V8                                      |
| Alimentation                 | Bi-turbo                                | Bi-turbo                                | Bi-turbo                                |
| Cylindrée                    | 4 395 cm3                               | 4 395 cm3                               | 4 395 cm3                               |
| Puissance maxi               | 560 ch (412 kW) de 6 000 à 7 000 tr/min | 575 ch (423 kW) de 6 000 à 7 000 tr/min | 600 ch (441 kW) de 6 250 à 7 000 tr/min |
| Couple maxi                  | 680 N m de 1 500 à 5 750 tr/min         | 680 N m de 1 500 à 6 000 tr/min         | 700 N m de 1 500 à 6 000 tr/min         |
| Régime max                   | 7 200 tr/min                            | 7 500 tr/min                            | 7 500 tr/min                            |
| Norme environnementale       | Euro 5 et 6                             | Euro 6                                  | Euro 6                                  |
| Transmission                 | Propulsion                              | Propulsion                              | Propulsion                              |
| Boite de vitesses            | Double embrayages à 7 rapports          | Double embrayages à 7 rapports          | Double embrayages à 7 rapports          |
| Vitesse maxi                 | 250 km/h (bridée)                       | 250 km/h (bridée)                       | 305 km/h (limité)                       |
| 0-100 km/h (en s)            | 4,3                                     | 4,1                                     | 4,1                                     |
| Consommations (en L/100 km)  | 9,9                                     | 9,9                                     | 9,9                                     |
| Émissions de CO2 (en g/km)   | 232                                     | 232                                     | 231                                     |
| Capacité du réservoir (en L) | 80                                      | 80                                      | 80                                      |
| Masse à vide (en kg)         | 1 945                                   | 1 945                                   | 1 945                                   |

La première est la M5 "classique". Elle est sortie en 2011. Elle inaugure un nouveau moteur. Elle délaisse son V10 atmosphérique par un V8 bi-turbo dans la logique du downsizing. Elle opte également pour le système stop/start qui coupe et redémarre le moteur automatiquement.
La seconde est la "pack competition". Elle est sortie lors du restylage de la M5 opéré en 2013. Elle veut concurrencer la Mercedes E63 AMG S-4MATIC de 585 ch.
La dernière est la "30 jahre" (30 ans en français). Elle a été créée pour célébrer les 30 ans de la série 5. Elle garde les mêmes éléments que la pack competition. Elle est limitée à 300 exemplaires.